# Anthurium acanthospadix
Anthurium acanthospadix Croat & Oberle, 2004 è una pianta della famiglia delle Aracee, endemica della Colombia.